# Gabazin
Gabazin (SR-95531) ist ein selektiver, potenter allosterischer GABAA-Rezeptor-Antagonist, der von der Firma Sanofi Recherche, heute Sanofi 1986 entwickelt und vorgestellt wurde.

## Wirkung
Ähnlich wie andere GABAA-Rezeptor Antagonisten, z. B. Picrotoxin und Bicucullin wirkt es konvulsiv und erregend auf das Nervensystem. Angewandt in der Maus sorgt es für einen tonisch-klonischen Krampfanfall. Gabazin reduziert den GABA-vermittelten synaptischen inhibitorischen Chlorid-Strom in die Zelle. So wird eine inhibitorische Hyperpolarisation verhindert und Gabazin wirkt effektiv exzitatorisch. Gabazin wirkt selektiver auf den GABAA-Rezeptor als andere Blocker. Es kann beispielsweise durch Barbiturate und Steroide (wie Pentobarbital und Alphaxalon) ausgelöste Ströme nur bedingt hemmen. Es ersetzt GABA mit einer Dissoziationskonstante von Ki=230 nM. Die Wirkung ist ähnlich zu der des natürlichen Bicucullins und beide Verbindungen werden in Studien zur Funktion und Bedeutung des GABAA-Rezeptors verwendet.